# Zoutleeuw
Zoutleeuw (französisch Léau) ist eine belgische Stadt im Hageland in der Region Flandern. Die Stadt liegt am Fluss Kleine Gete, einem Nebenarm der Gete.

## Namensherkunft
Bis zum 16. Jahrhundert trug die Stadt den Namen „Leeuw“. Die älteste überlieferte Form dieses Namens aus dem Jahre 980 ist „leuua“, was vom germanischen „hlaiwa“ abstammt und „bei den Grabhügeln“ bedeutet. Der heutige Name „Zoutleeuw“ wurde erstmals 1533 erwähnt. Der Zusatz „zout“ ist bis heute nicht überzeugend erklärt worden. Einer Ansicht nach stammt er daher, dass Zoutleeuw lange Zeit die am weitesten landeinwärts gelegene Hafenstadt war, in die Salz importiert wurde. Anderer Ansicht nach kommt der Name daher, dass die Stadt das Recht besaß, eine Salzsteuer zu erheben.

## Geschichte
Zoutleeuw lag an der bedeutenden Handelsstraße, die im Mittelalter ab dem 12. Jahrhundert Brügge und Köln verband. Um 1130 wurde eine erste Stadtmauer erbaut. 1312 wurde Zoutleeuw eine der sieben freien Städte des Herzogtums Brabant und war für seine Tuchherstellung bekannt. Die Stadt empfing zahlreiche Privilegien der Herzöge von Brabant, musste aber im Gegenzug das Territorium gegen Angriffe verteidigen, wozu um 1330 eine zweite Stadtmauer errichtet wurde.
Die Konkurrenz der englischen Tuchindustrie und der Aufschwung Tienens als neues Handelszentrum, führten im 15. und 16. Jahrhundert zum wirtschaftlichen Niedergang der Stadt. Zoutleeuw litt nicht unter dem Bildersturm im 16. Jahrhundert und auch nicht unter den französischen Besatzungstruppen, hingegen aber unter der Pest und unter der Einquartierung einer großen spanischen Garnison.
Auch die an der Südseite der Stadt errichtete Zitadelle konnte Zoutleeuw nicht vor kriegerischen Auseinandersetzungen bewahren. Um das Territorium zu sichern, setzte man große Gebiete unter Wasser, was wiederum zu Armut und Krankheiten führte. Drei Brandkatastrophen im 17. Jahrhundert vernichteten schließlich mehr als hundert Häuser der Stadt.
1678 und 1701 wurde Zoutleeuw durch Truppen Ludwigs XIV. geplündert und besetzt. Nach der Rückeroberung 1705 erlebte die Stadt eine ruhigere Periode unter der österreichischen Regierung.
Seine Bedeutung als Vorposten gegen Angriffe des Hochstifts Lüttich verlor Zoutleeuw als Brabant und Lüttich von Frankreich annektiert wurden. Nach Erlangung der Unabhängigkeit Belgiens verlor Zoutleeuw seine Stadtrechte und erhielt sie erst 1985 zurück.
Zoutleeuw ist heute eine kleine Stadt, ihr bauliches Erbe zeugt jedoch noch heute von seiner einstmals bedeutenden Rolle. Seine Lage zwischen Hespengau und Hageland macht Zoutleeuw heute zu einem Anziehungspunkt für Touristen.

## Wappen
Beschreibung: Im schwarzen Wappenschild unter einem roten Schildhaupt ein goldener rotbewehrter und rotbezungter Löwe.

## Sehenswürdigkeiten

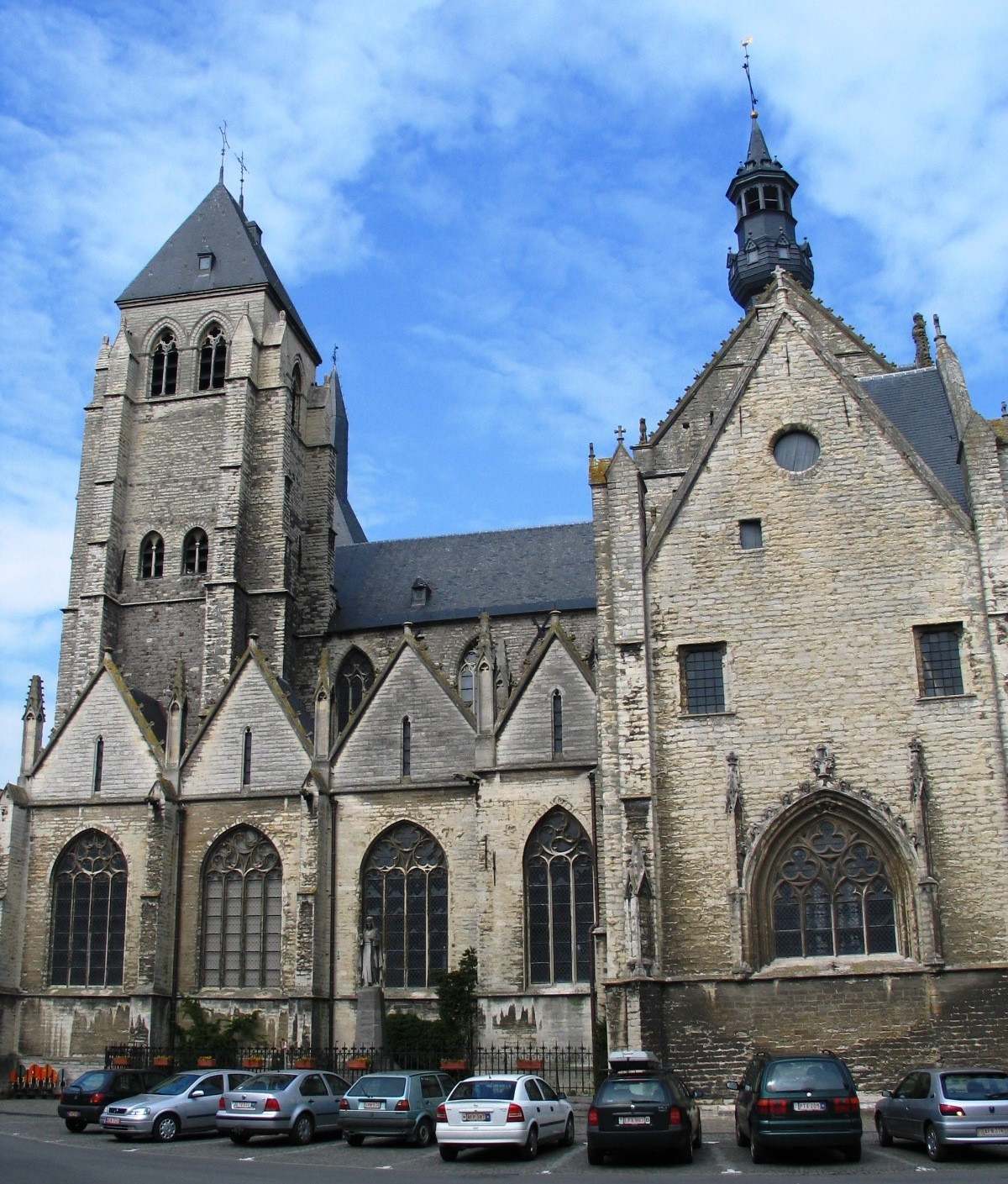
St.-Leonardus-Kirche

### St.-Leonardus-Kirche
Die Kirche am Großen Markt aus dem 13. bis 16. Jahrhundert ist praktisch die einzige Kirche in Belgien mit einem unversehrt gebliebenen spätgotischen Inneren, da sie als eine der ganz wenigen Kirchen in Belgien vom Bildersturm und von den französischen Besatzungstruppen verschont blieb. Sie ersetzte eine romanische Kapelle, die hier 1125 durch Benediktiner aus Vlierbeek (heute ein Teil Löwens) errichtet worden war. Der Bau begann 1230 mit den asymmetrischen Türmen und der Westfassade; es folgten Chor, nördliches Querschiff und später im 14. Jahrhundert südliches Querschiff und Hauptschiff. Um 1450 war der Brabanter Architekt Matheus de Layens mit der St.-Leonardus-Kirche befasst. Nach seinen Plänen wurde die Sakristei hinzugefügt. In der Kirche finden sich zahlreiche Werke namhafter Künstler, die Zeugnis davon ablegen, wie kostbar die belgischen Kirchen vor dem Bildersturm ausgestattet gewesen sein müssen. Die St.-Leonardus-Kirche und ihre Türme gehören seit 1999 zum Weltkulturerbe der UNESCO.

### Rathaus
Das Rathaus von Zoutleeuw (1530–1538) wurde vom Brabanter Architekten Rombout Keldermans in einer Mischung aus Spätgotik und früher Renaissance gebaut. Ursprünglich hatte das Rathaus einen Turm, der allerdings 1796 abgebrochen wurde. Der heutige Backsteinturm stammt aus dem Jahr 1895.

### Het Vinne

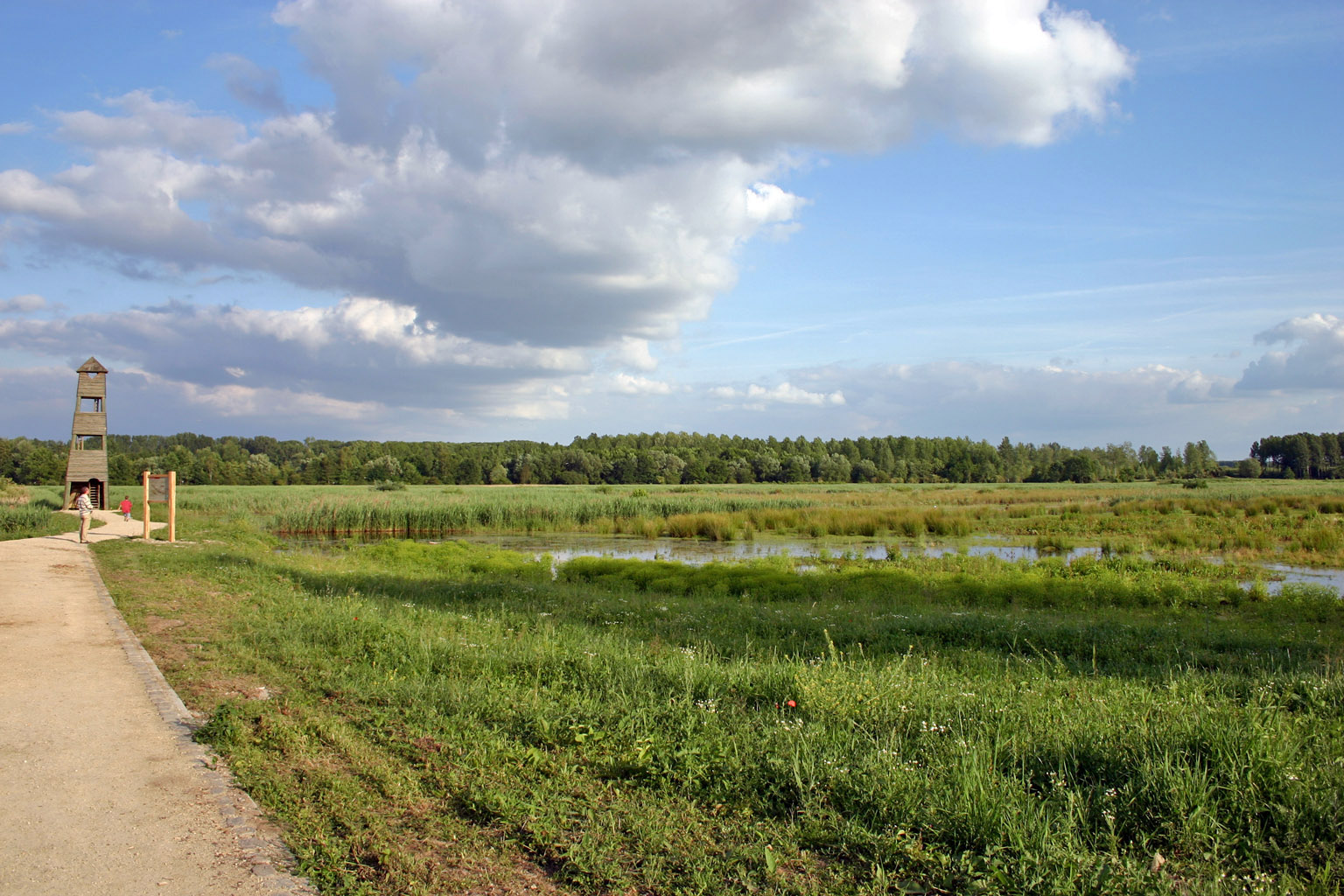
Het Vinne

Het Vinne ist ein 130 ha großes Areal am Westrand Zoutleeuws und war einst eines der größten Fenns von Flandern. Früher wurde hier Torf gestochen. 1841 wurde mit der Trockenlegung begonnen. Nachdem sich der Anbau von Pappeln zur Streichholzproduktion als nicht rentabel erwies, kaufte 1974 die damalige Provinz Brabant das Landstück, um es in ein Naturreservat umzuwandeln. Seit 1999 wird an der Wiederherstellung des ursprünglich vorhandenen Sees gearbeitet. Ende Mai 2005 wurde Het Vinne schließlich festlich eröffnet.